# Andreas Fillibeck

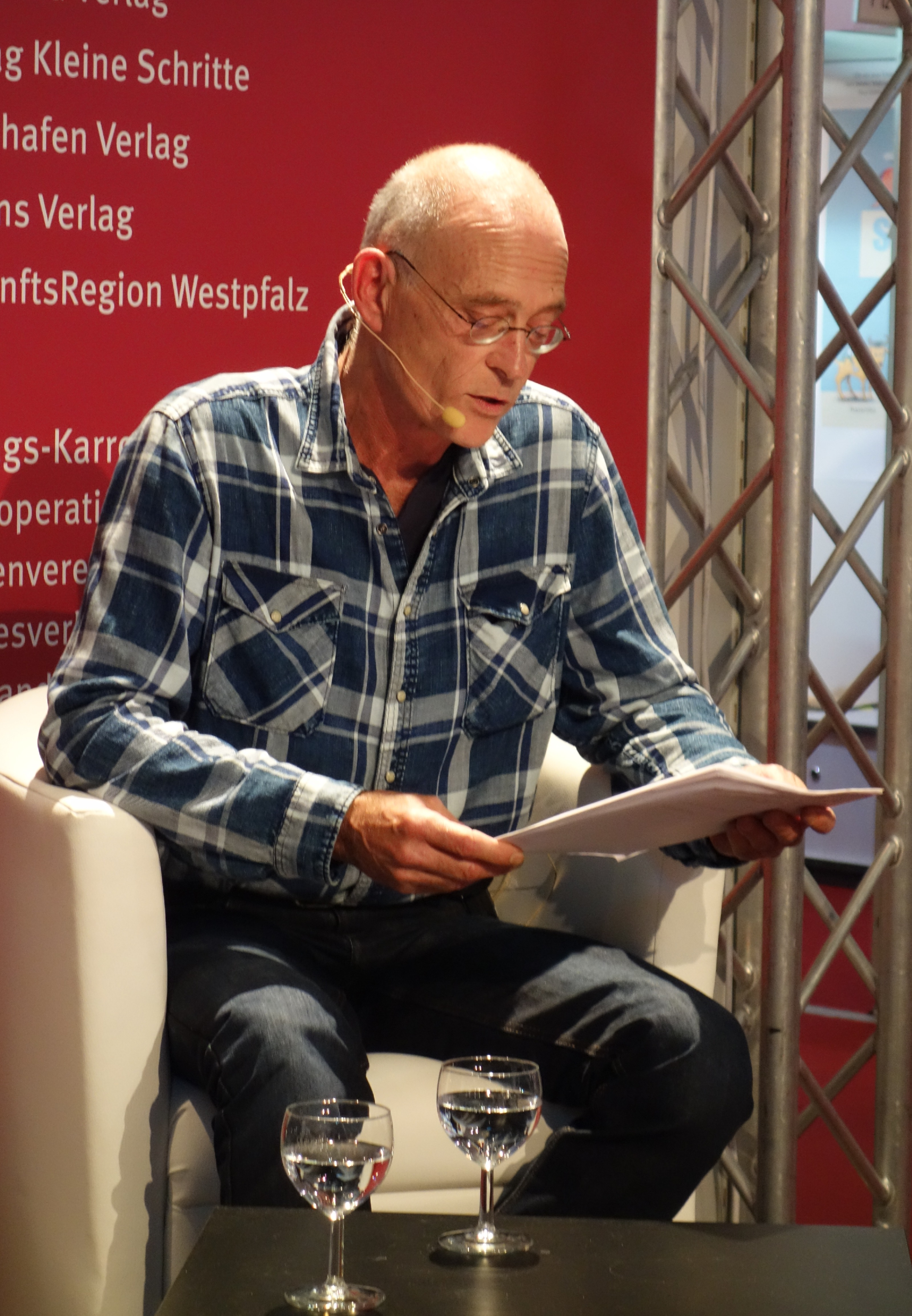
Andreas Fillibeck auf der Frankfurter Buchmesse 2017

Andreas Fillibeck (* 1960 in Kaiserslautern) ist ein deutscher Satiriker und Autor.

## Leben
Andreas Fillibeck absolvierte eine Ausbildung zum Handelsfachwirt, darauf folgte ein Aufbaustudium. Er arbeitete für den Linksrheinischen Rundfunk, das Kulturamt und die Kammgarn Kaiserslautern.
Von ihm gibt es mehrere Buchveröffentlichungen, darunter ein Hörbuch. Aktuell (Stand 2024) schreibt er an dem Roman Trolleybus, der im Kaiserslautern der 1960er und 1970er Jahre spielt.
Vom Autor existieren zahlreiche Veröffentlichungen in Zeitschriften, z. B. in der Chaussee. Zeitweise gab er die Edition Passagen heraus.
Er ist Gründungsmitglied der Künstlerwerkgemeinschaft Kaiserslautern. Seit Jahrzehnten arbeitet er mit bildenden Künstlern zusammen.
Fillibeck ist seit 1989 Journalist bei der Zeitung Die Rheinpfalz. Er hat dort eine Rubrik namens „Fillibecks Woche“ mit Freizeittipps für die Region.
Er lebt und arbeitet in Kaiserslautern und ist Vater zweier Töchter.
Andreas Fillibeck ist Mitglied der Autorengruppe Kaiserslautern und des Literarischen Vereins der Pfalz.

## Werke
- Rosinante – New Science Fiction. Die Abenteuer des Spaceman X. Saphir im Stahl 2024, ISBN 978-3-96286-080-6.
- Robbenspeck an Gift und Galle. Ein satirisches Kochbuch. Lutrina Verlag 2017, ISBN 978-3-938191-03-3.
- Zwischen-Zeichen : Satiren, kabarettistische Szenen und Kurz-Kurzgeschichten, B. Decker, Kaiserslautern, 1999, ISBN 978-3-00-004522-6